# Go Down!
Go Down! är David Sandströms tredje studioalbum under eget namn, men hans första under namnet David Sandström Overdrive. Skivan utgavs på skivbolaget Mofab 2005.

## Låtlista
Där inte annat anges är låtarna skrivna av David Sandström.
1. "Buckle Up" - 2:32
2. "The Fatville Treaty" - 3:54
3. "The Crotch of Saturday Night" - 2:27
4. "Move Along" - 3:56
5. "Gather Round" - 3:32
6. "Here's for Summer" - 2:14
7. "How the Story Feels" - 3:37
8. "Get on with Your Life" - 3:11 (Stina Nordenstam)
9. "Puppet Arms" - 3:49
10. "Fetch Your Invectives" - 0:20
11. "A Greater Sum" - 3:42
12. "Sunday Coffee" - 2:53
13. "Leni Leni" - 3:56

## Medverkande
- Mattias Eklund - mixning
- Pelle Henricsson - mastering
- Johan Hillebjörk - artwork
- Hanna Kangassalo - foto
- Andreas Nilsson - foto
- Henrik Oja - mixning
- Oskar Sandlund - producent
- David Sandström - medverkande musiker, foto

## Mottagande
Skivan snittar på 3,8/5 på Kritiker.se, baserat på fem recensioner.

### Fotnoter
1. 1 2  ”Go Down!”. Discogs.com. http://www.discogs.com/David-Sandstr%C3%B6m-%C3%96verdrive-Go-Down/release/1280844. Läst 26 maj 2012.
2. ↑  ”Go Down!”. Kritiker.se. http://kritiker.se/skivor/david-sandstrom-overdrive/go-down/. Läst 26 maj 2012.